# Донецька дивізія військ ГПУ України та Криму
Донецька дивізія військ ГПУ України та Криму — військовий підрозділ Донецької губНК.

## Історія
З огляду на важливість промислового потенціалу регіону, а також масштаб опору радянській владі, у Донбас двічі приїжджав особисто голова ЧК Ф. Дзержинський. Взимку 1921 року під його керівництвом колегія Донецького губчека (губернська надзвичайна комісія) ухвалила, що «губернській НК передаються військові частини, які одночасно вестимуть енергійну боротьбу з бандитизмом».
У лютому 1921 року сформовано Донецьку дивізію ВУНК, якій передано для боротьби з повстанцями бронепоїзд. У березні того ж року в регіон, на особисте розпорядження Ф. Дзержинського, була направлена велика група російських чекістів — Богучарська бригада — «для підсилення». З 25 травня 1921 року ця бригада активно долучилася до бойових операцій проти повстанських сил. Внаслідок її дій були розгромлені повстанські загони Каменюка, Блохи, Білокопитського, Сичова та інших. За даними самих карателів, повстанці втратили вбитими 1250 чоловік. За ці заслуги Богучарська бригада була нагороджена Почесним революційним прапором.
28-30 червня 1921 року Донецька дивізія в районі села Недригайлівка завдала дошкульного удару армії Махна.
У Донецькій губернії, за даними штабу Донецької дивізії: "… у липні 1921 р. на території Донбасу діяло 18 загонів армії Махна загальною чисельністю 1042 шаблі з 19 кулеметами. У серпні кількість загонів зросла до 21, але чисельність їх зменшилася до 953 шабель з 30 кулеметами. З розгромом основного ядра армії Махна, активність махновського руху в Донбасі відразу ж пішов на спад і у вересні в губернії залишилося 16 загонів з 548 шаблями і 15 кулеметами. Надалі чисельність повстанців стала швидко зменшуватися:  у жовтні в Донбасі залишилося 11 загонів з 383 шаблями і 20 кулеметами, у листопаді — 8 загонів з 261 шаблею і 13 кулеметами, а в грудні організованих загонів армії Махна не було зовсім."
Призначений наприкінці 1920 р. головою Донецької губчека К. Карлсон отримав надзвичайні повноваження у боротьбі з «бандитами». І довіру виправдав. Уже 21 жовтня 1921 р. В. Балицький, який на той момент тимчасово виконував обов'язки голови ВУНК, клопотав про нагородження К.Карлсона орденом Червоного Прапора за проведену «велику роботу по ліквідації махновщини та низки інших великих банд — Каменюка, Зайцева, Золотого Зуба». Орден К. Карлсон отримав лише у 1923 р., а тоді спеціальною постановою колегії ВУНК від 17 грудня 1921 р. його нагородили золотим портсигаром із написом «За викорінення бандитизму та успішну боротьбу на економічному фронті від колегії ВУНК».
Донецька дивізія ГПУ розформована наказом ГПУ, № 191—1922 року.
На момент розформування складалася з двох бригад (15-ї та 16-ї), шести стрілецьких полків (номери 1-6), кавалерійського полку, частини забезпечення.
Все розформовано, окрім стрілецьких полків, які стали «особливими полками» (частини боротьби з «бандитизмом»):
1-й полк — 22-й особливий стрілецький полк, перекинутий в Закавказький округ
2-й полк — 21-й особливий стрілецький полк, перекинутий в Північнокавказький округ
3-й полк — 25-й особливий стрілецький полк, залишений в Українському окрузі
4-й полк — 17-й особливий стрілецький полк, перекинутий в Московський округ
5-й полк — 19-й особливий стрілецький полк, перекинутий в Західний округ
6-й полк — 20-й особливий стрілецький полк, перекинутий в Приволзький округ
Керівником був, Якимович Іван Костянтинович, нагороджений наказом РВСР, № 4 від 1922 р. орденом червоного прапора.
Документи дивізії зберігаються у Російському державному військовому архіві (фонди 16014, 39062).